# Chypre (pays)
Pour les articles homonymes, voir Chypre.
République de Chypre
(el) Κυπριακή Δημοκρατία 
(tr) Kıbrıs Cumhuriyeti 
- Régions sous contrôle gouvernemental
- Chypre du Nord (sécessionniste)

Chypre, en forme longue la république de Chypre, (en grec moderne : Κύπρος, Kýpros et Δημοκρατία της Κύπρου, Dimokratía tis Kýprou ; en turc : Kıbrıs et Kıbrıs Cumhuriyeti), est un État situé sur l'île de Chypre en Asie, dans la partie orientale de la mer Méditerranée, dans le bassin Levantin. Bien que Chypre soit géographiquement proche de la région du Proche-Orient, le pays est rattaché politiquement à l'Europe et est membre de l’Union européenne (UE).
Depuis 1974, le tiers nord de l’île, située au-delà de la ligne verte (dite « ligne Attila ») contrôlée par les troupes de l'ONU, est sous contrôle turc et en 1983, ce territoire sécessionniste s'est proclamé république turque de Chypre du Nord (RTCN). Cette dernière n’est pas reconnue par l’Organisation des Nations unies. Chypre est réputée exercer de jure sa souveraineté sur l'ensemble de l'île — moins Akrotiri et Dhekelia, les deux bases militaires souveraines britanniques — c'est-à-dire sur un territoire d'environ 9 000 km2 ; cependant elle ne contrôle en pratique que la partie méridionale, soit environ 61 % du territoire (5 896 km2) duquel il faut aussi soustraire la superficie contrôlée par les casques bleus de l'ONU (la ligne verte), qui représente de l'ordre de 3,7 % du territoire.
Chypre est membre de l'ONU (depuis le 20 septembre 1960), du Commonwealth, de l’UE (depuis 2004), de l’OMC, de l’OSCE et de l’OIF. Chypre a intégré la zone euro le 1er janvier 2008.

## Histoire
L'île de Chypre, que les anciens Égyptiens nommaient « Alachia », les anciens Assyriens « Iatnana » et les Phéniciens « Enkomi », était dès l'Antiquité au carrefour d'importants courants commerciaux, assimilant au fil des siècles différentes cultures provenant de la Crète minoenne, de la Grèce mycénienne et de tout le pourtour du bassin Levantin ; son nom de « Kupros » (« Κύπρος ») signifie cuivre , en référence aux importants gisements de ce métal, qui assurèrent sa renommée et sa prospérité dans l'ensemble du bassin méditerranéen. Chypre était aussi connue pour ses nombreuses épices et plantations. L'histoire de Chypre fut très mouvementée et l'île subit de nombreuses tutelles : hellénique, romaine, byzantine, arabe, franque, vénitienne, ottomane et enfin britannique.
La république de Chypre actuelle obtient son indépendance du Royaume-Uni le 16 août 1960, celle-ci est régie par le traité de garantie qui réunit la Turquie, la Grèce et le Royaume-Uni. Ce dernier conserve deux bases souveraines dans le sud et l'est de l'île où sont stationnés près de 4 200 soldats britanniques.
Malgré cette paix fugace, les problèmes ne tardent pas à se manifester. Pour les milieux ultra-nationalistes grecs, la réunion de l'île à la Grèce (Énosis) est la dernière étape de l'union de l'ensemble des Grecs sur une base historique, culturelle et ethnique, ancrée dans la religion chrétienne orthodoxe. Percevant le risque de marginalisation et la perte d'identité religieuse, la forte minorité musulmane (18 % de la population) ne l'entend pas ainsi et les affrontements se multiplient pendant la décennie de 1960, surtout en 1964 et 1967, et plusieurs dizaines de personnes trouvent la mort, tant côté turc que grec. Le gouvernement du président Makários III, où les deux communautés sont représentées, peine à maintenir un équilibre. Lorsque la dictature des colonels se met en place en Grèce, de nombreux opposants grecs se réfugient à Chypre.
Le 15 juillet 1974, la Garde nationale chypriote dirigée par des officiers grecs acquis aux colonels lance une tentative de coup d'État contre le président Makarios avec l'aide du groupe armé de l'EOKA B (branche armée et dissidente du mouvement « EOKA » qui souhaitait réaliser l'Enosis par des voies politiques). Le 20 juillet, la Turquie intervient militairement arguant la protection des intérêts de la minorité turque, en lançant l'opération Attila, et occupe le nord de l'île en deux jours (s'assurant le contrôle de 38 % du territoire). En Grèce, le refus de l'armée de s'impliquer davantage dans ce conflit provoque la chute de la dictature des colonels. Malgré la restauration de la république chypriote, la Turquie refuse de se retirer et impose la partition du pays de part et d'autre de la « ligne verte » (appelée « ligne Attila » par les Turcs). 200 000 Chypriotes grecs sont contraints à l'exode entre 1974 et 1975, chassés du territoire occupé par la Turquie ; les Chypriotes turcs sont forcés de s'installer au nord en 1975 à la demande de leur chef Rauf Denktaş, lors de pourparlers à Vienne (Autriche). Le 13 février 1975, se met en place l'« État fédéré turc de Chypre » qui n'est reconnu que par la Turquie. En 1983, il devient la « république turque de Chypre du nord ». L'ONU désapprouve cette occupation dans sa résolution 541 du 18 novembre 1983. L'UNFICYP prend le contrôle de la ligne verte et fait respecter le cessez-le-feu. De nombreux réfugiés chypriotes grecs et turcs, chassés de leurs terres, s'exilent en Grande-Bretagne. La « république turque de Chypre du nord » s'appauvrit en raison de l'embargo international, tandis que la Turquie mène une politique de colonisation de Turcs d'Anatolie vers la partie nord de Chypre (politique condamnée par des résolutions de l'ONU), ce qui fait passer le pourcentage de turcophones dans l'île de 18 % en 1970 à 22 % en 1997. Au début des années 2000, Chypre dénombre 93 000 colons venus de Turquie.
Depuis la partition, il ne reste en tout que deux villages mixtes dans toute l'île : Pýla dans l'enceinte de la base britannique de Dhekelia, et Agios Androlikos/Yeşilköy dans la « république turque de Chypre du nord ».

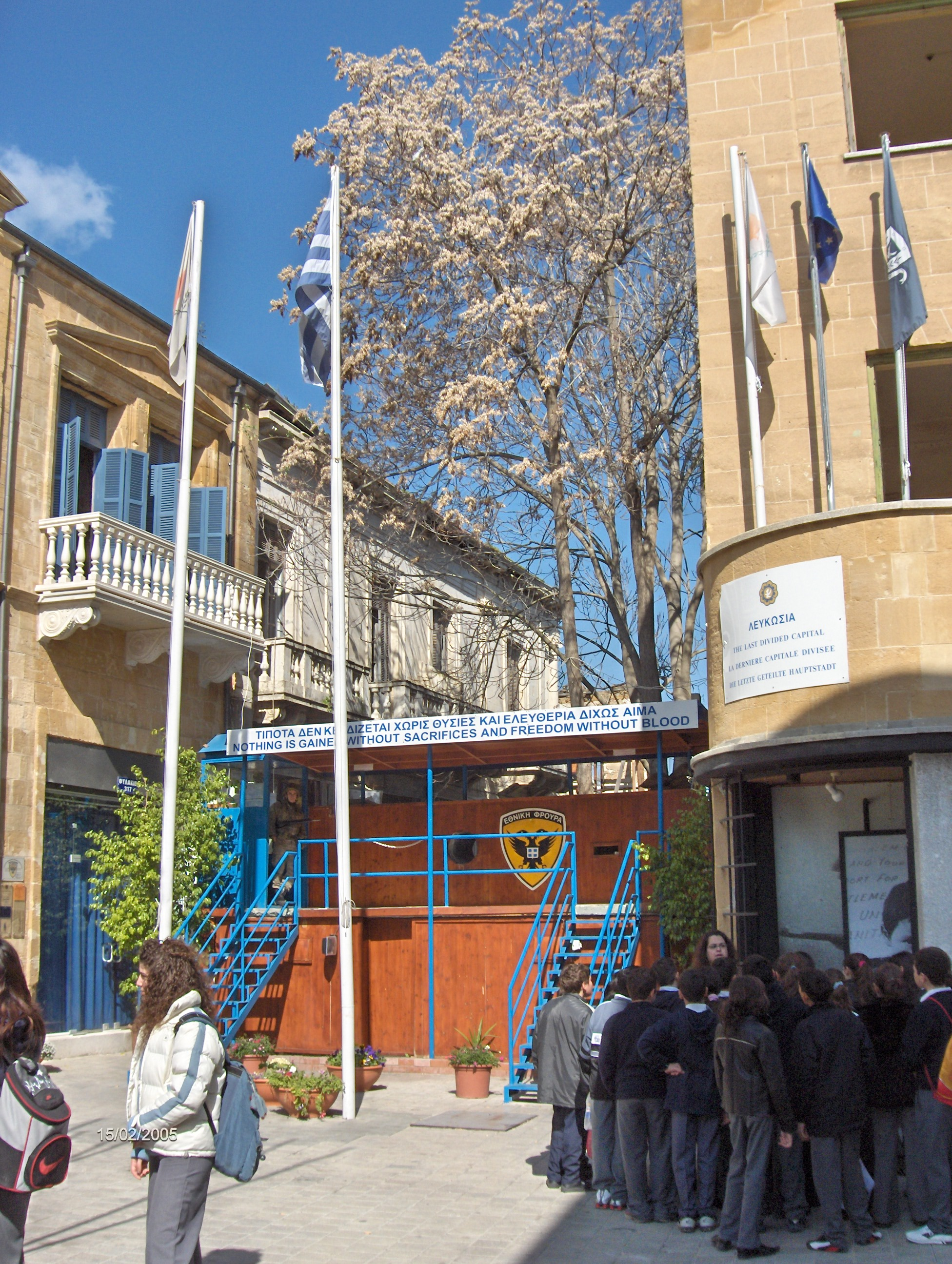
La ligne verte au niveau de la rue Ledra.

En 2003, la perspective de l'entrée de Chypre dans l'Union européenne (UE) permet un premier dégel, avec l'ouverture de points de passage sur la ligne verte, et une mission de bons offices du secrétaire des Nations unies, Kofi Annan. Le plan Annan, intervenant après trente ans de négociations infructueuses, propose d'instaurer un État confédéral, chaque État confédéré devant permettre l'installation (ou le retour) de 33 % au plus de résidents de l'autre communauté sur son sol. Bien que le nombre de Chypriotes turcs soit insuffisant pour atteindre ce taux au sud, alors que le nombre de Chypriotes grecs est largement suffisant pour l'atteindre au nord, ce plan fut accepté à plus de 65 % par les habitants du nord de l'île, mais rejeté à 70 % par ceux du sud lors d'un référendum : en effet, pour les Chypriotes grecs ayant été chassés du nord, la limitation à 33 % était inacceptable, étant donné qu'ils étaient environ 79 % des habitants du nord avant 1974 ; pour les Turcs en revanche, cela revenait à sauvegarder l'essentiel de leurs acquis tout en revenant dans la légalité internationale et en échappant à l'embargo et à la dépendance vis-à-vis d'Ankara. Au cours de ce référendum d'ailleurs, pour la première fois, des manifestations massives, rassemblant jusqu'à 50 000 personnes, ont eu lieu dans la partie occupée de Chypre, au cours desquelles la communauté chypriote turque a contesté ouvertement la politique sous tutelle d'Ankara du « président » Rauf Denktash, exigé sa démission, et exprimé son souhait de rattachement à la partie sud. Le 1er mai 2004, la république de Chypre entre dans l'UE alors qu'une partie de son territoire est toujours occupée militairement par la Turquie, et depuis, l'inégalité économique entre les deux parties s'est aggravée. Tout progrès vers une solution à ce conflit qui sépare les deux communautés depuis 1974, semble désormais largement lié à l'avancée des négociations sur l'adhésion de la Turquie à l'UE : le retrait d'Ankara de Chypre est en effet l'une des conditions de cette adhésion. La création depuis 2005 de points de passage entre les deux côtés, permet aux populations de renouer des contacts et donne une lueur d'espoir en vue d'une amélioration de la situation.
En 2006, pendant la guerre du Liban voisin, Chypre sert de zone d'exfiltration aux milliers d'étrangers fuyant le pays. Par ailleurs une importante communauté libanaise maronite s'est installée à Chypre-Sud, à la suite de la guerre civile libanaise.
Le 3 avril 2008, malgré l'opposition de l'armée turque, la rue Ledra dans le centre de Nicosie, coupée en deux par un mur depuis 1974, est rouverte et devient le premier point de passage du centre de la ville.
À partir de 2013 : la crise financière internationale frappe sévèrement l'économie chypriote, contraignant le gouvernement à une politique d'austérité à laquelle le parlement cherche à résister : les Chypriotes perdent confiance dans les instances multilatérales et réagissent en développant l'économie informelle. Toutefois, les ressources gazières découvertes au large de Chypre ainsi que les mesures prises par le gouvernement ont permis à la République de renouer avec la croissance.

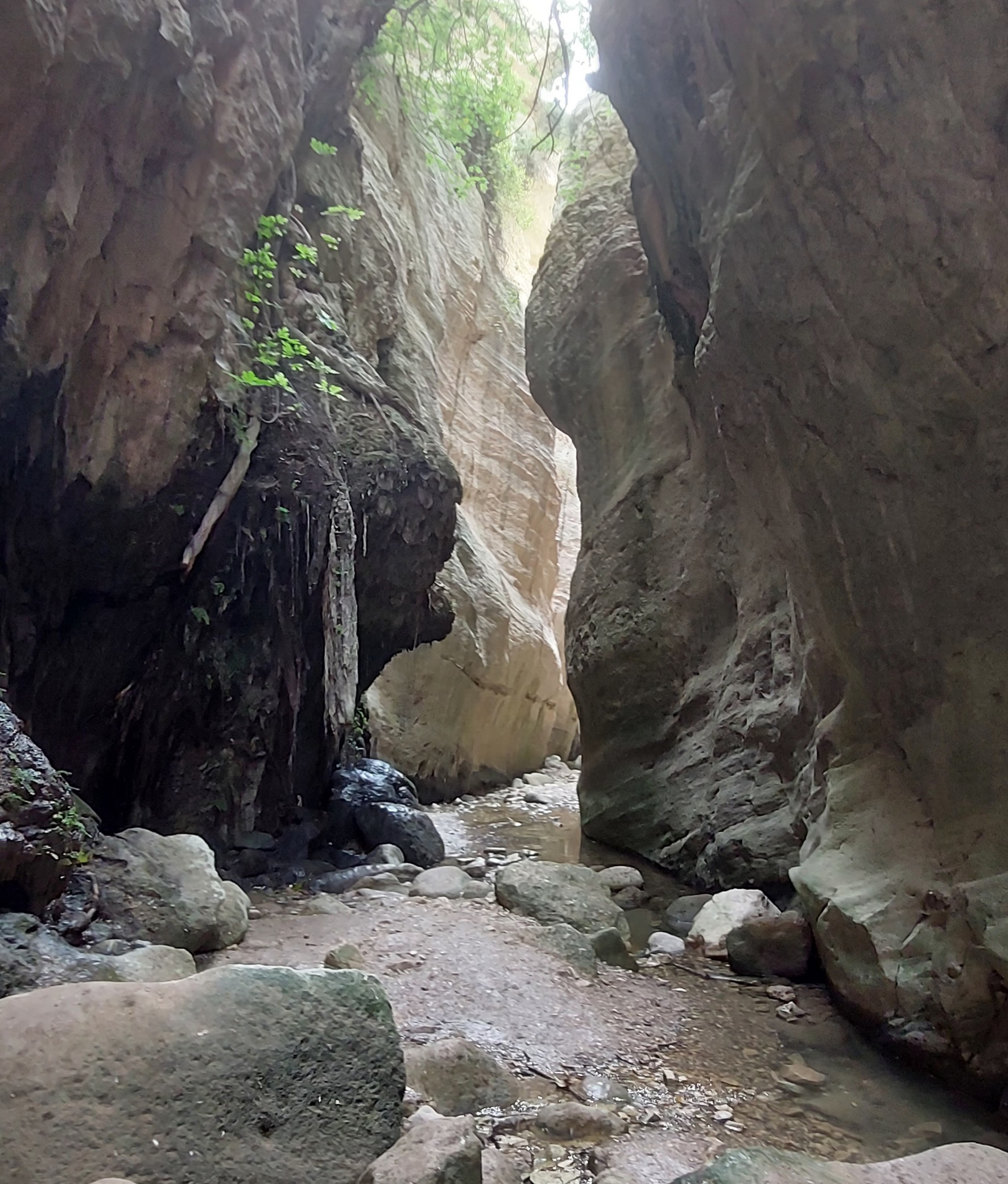
Gorges d'Avakas.

En ce qui concerne la réunification éventuelle de l'île, d'après l'AFP citée dans Libération le 20 mai 2014, « les discussions directes entre le nord et le sud ont repris en février, sous l'égide des Nations unies et grâce à l'appui marqué de Washington, après avoir été suspendues en 2012 ».

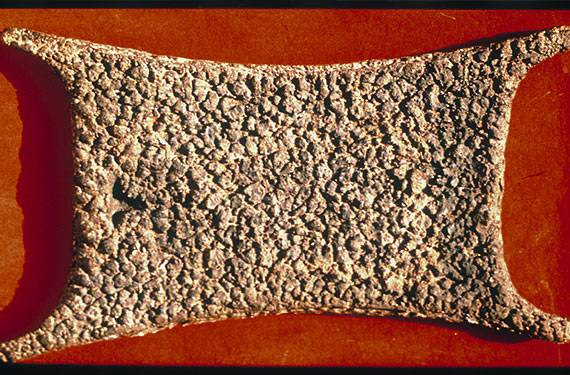
Lingot de cuivre chypriote de la haute antiquité.
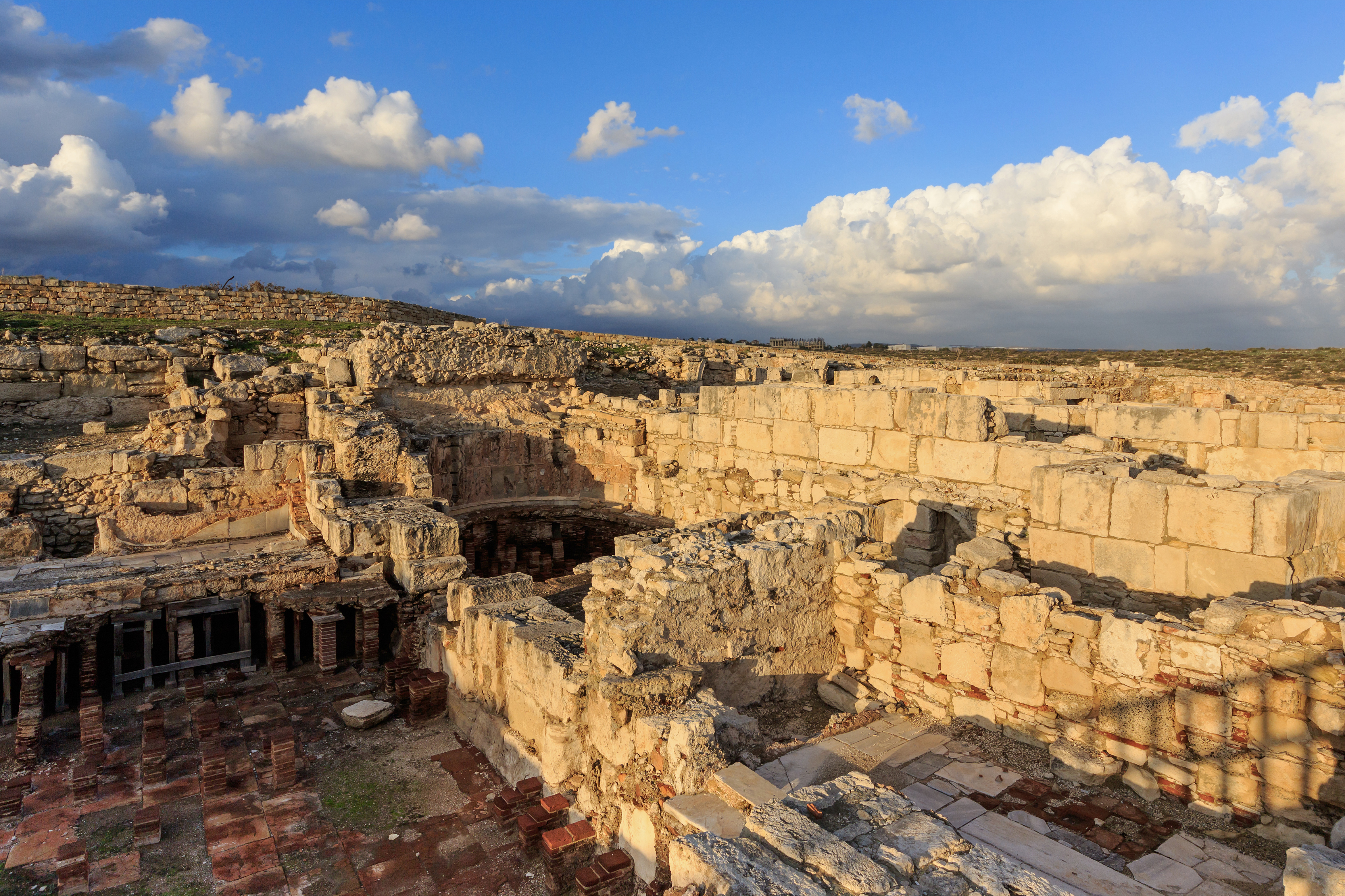
Ruines grecques de Kourion.
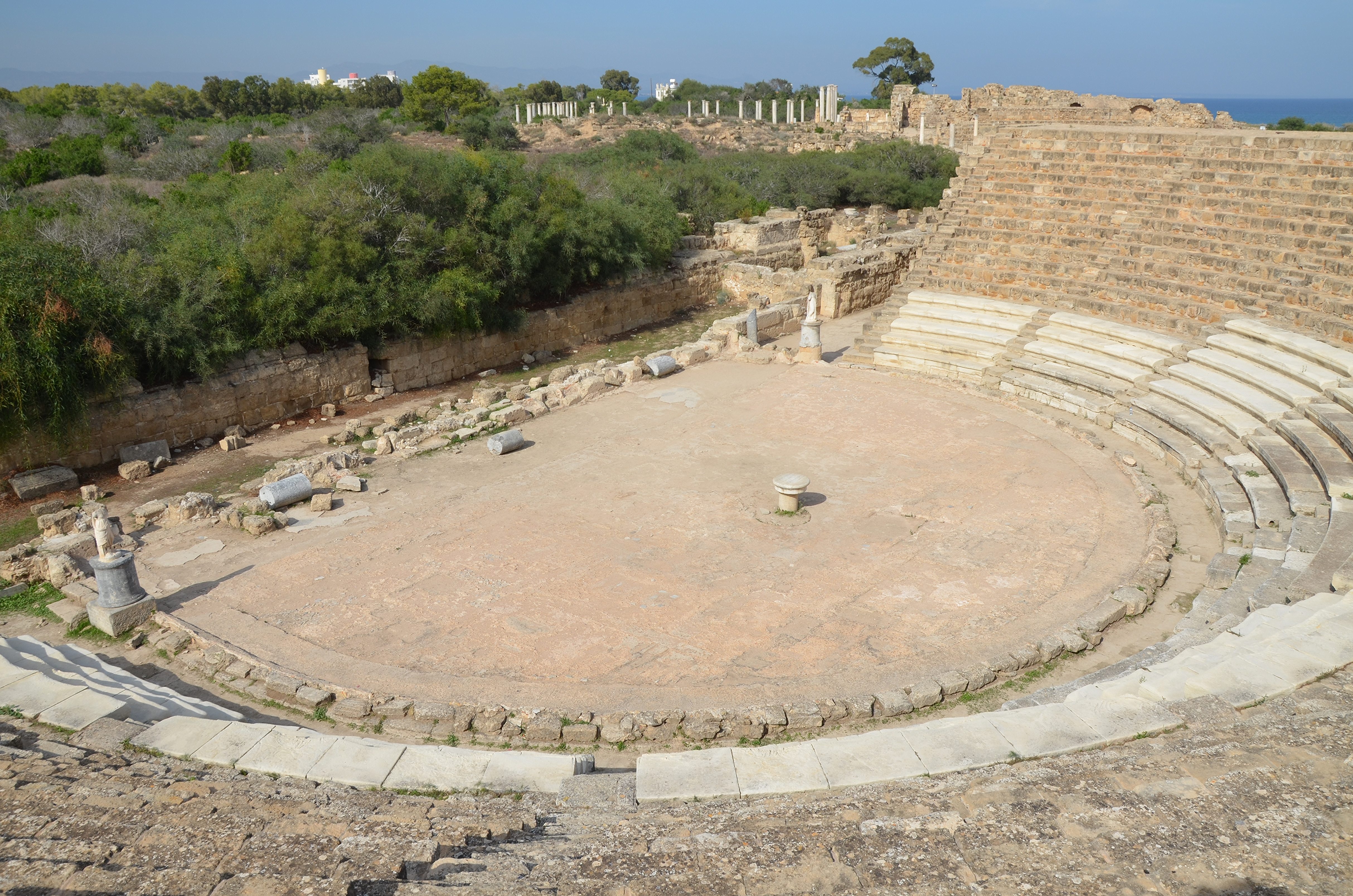
Ruines romaines à Salamis.
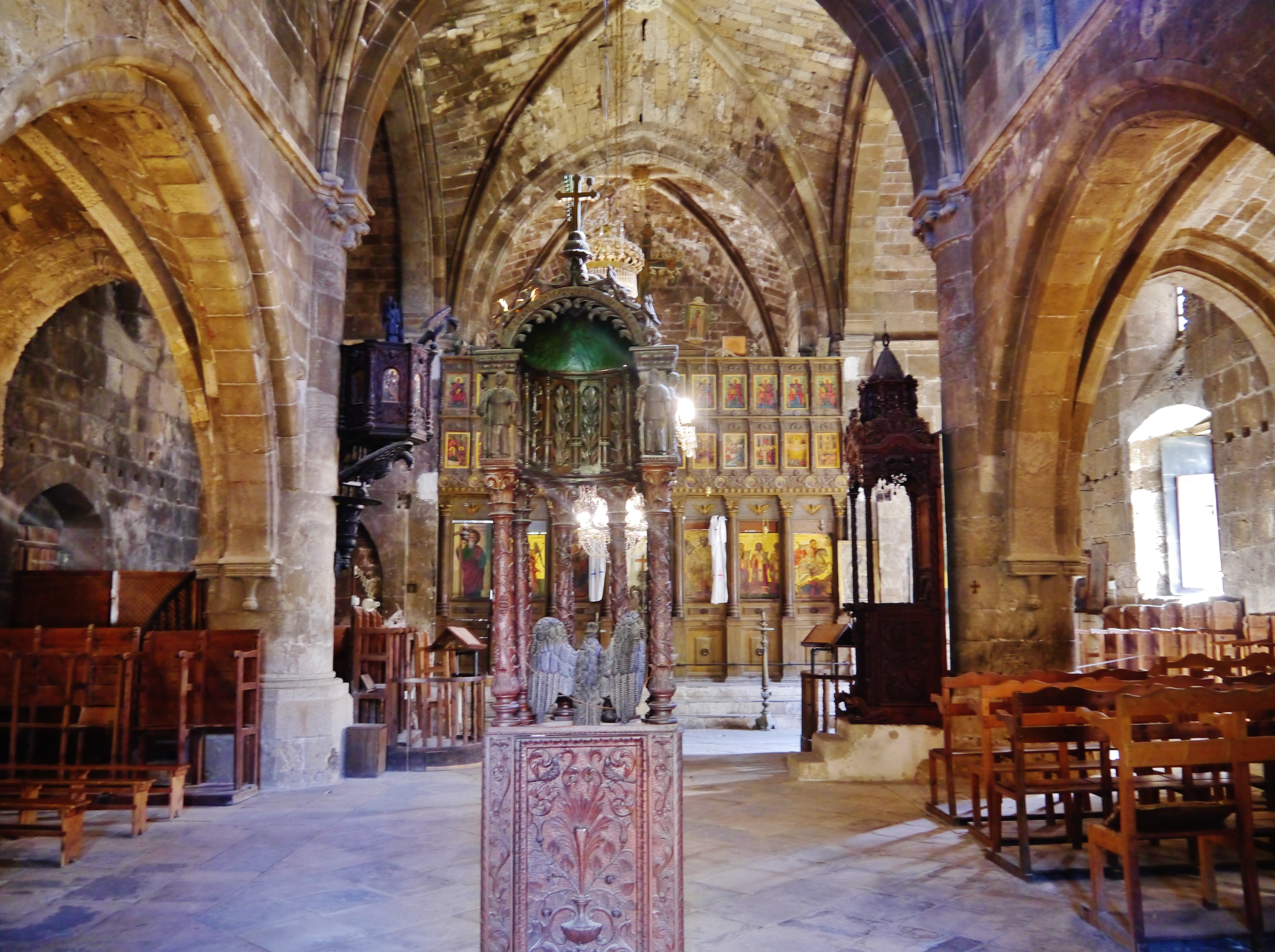
Chapelle du monastère franc de Bellapais.
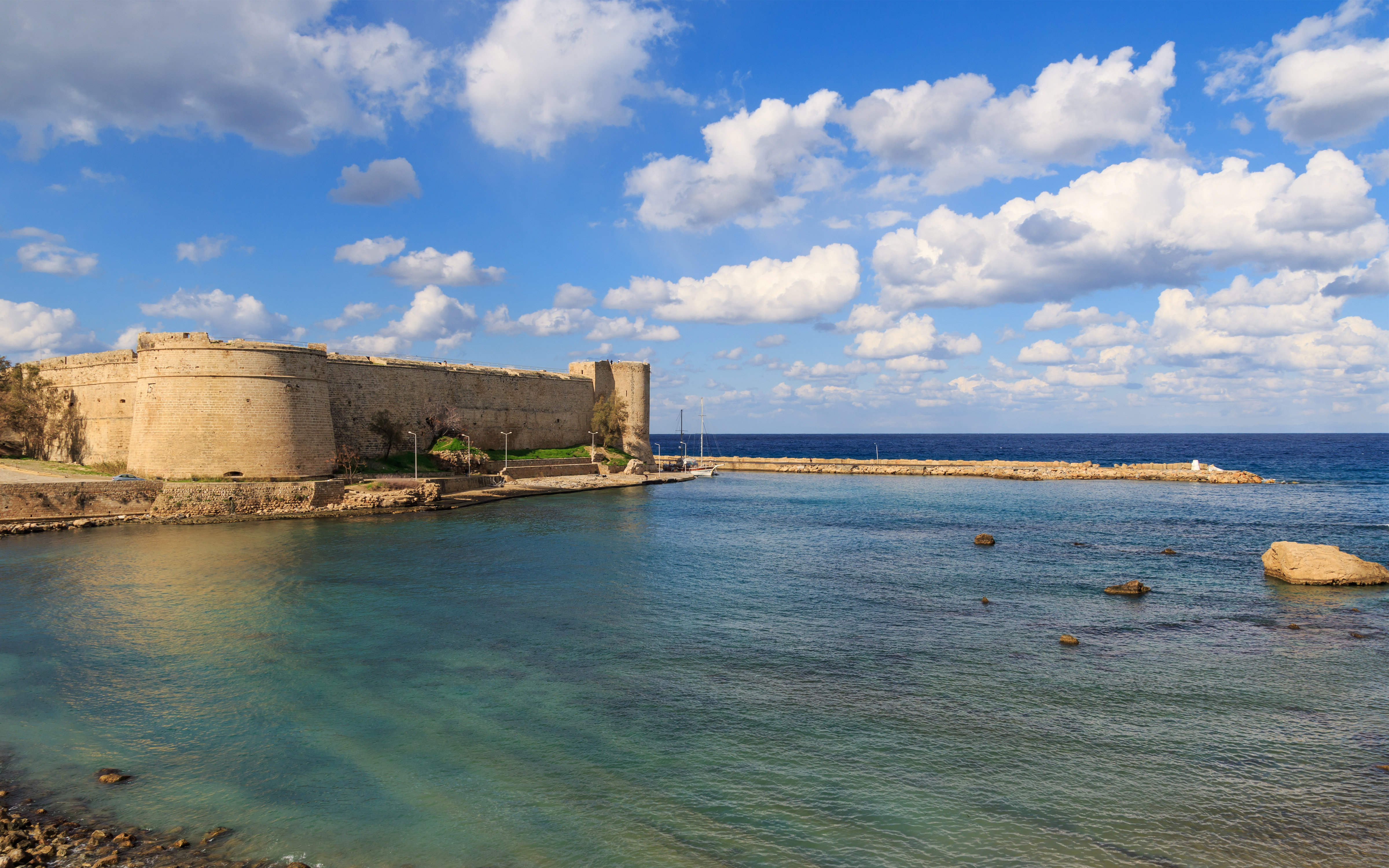
Fort vénitien à Kyrenia.
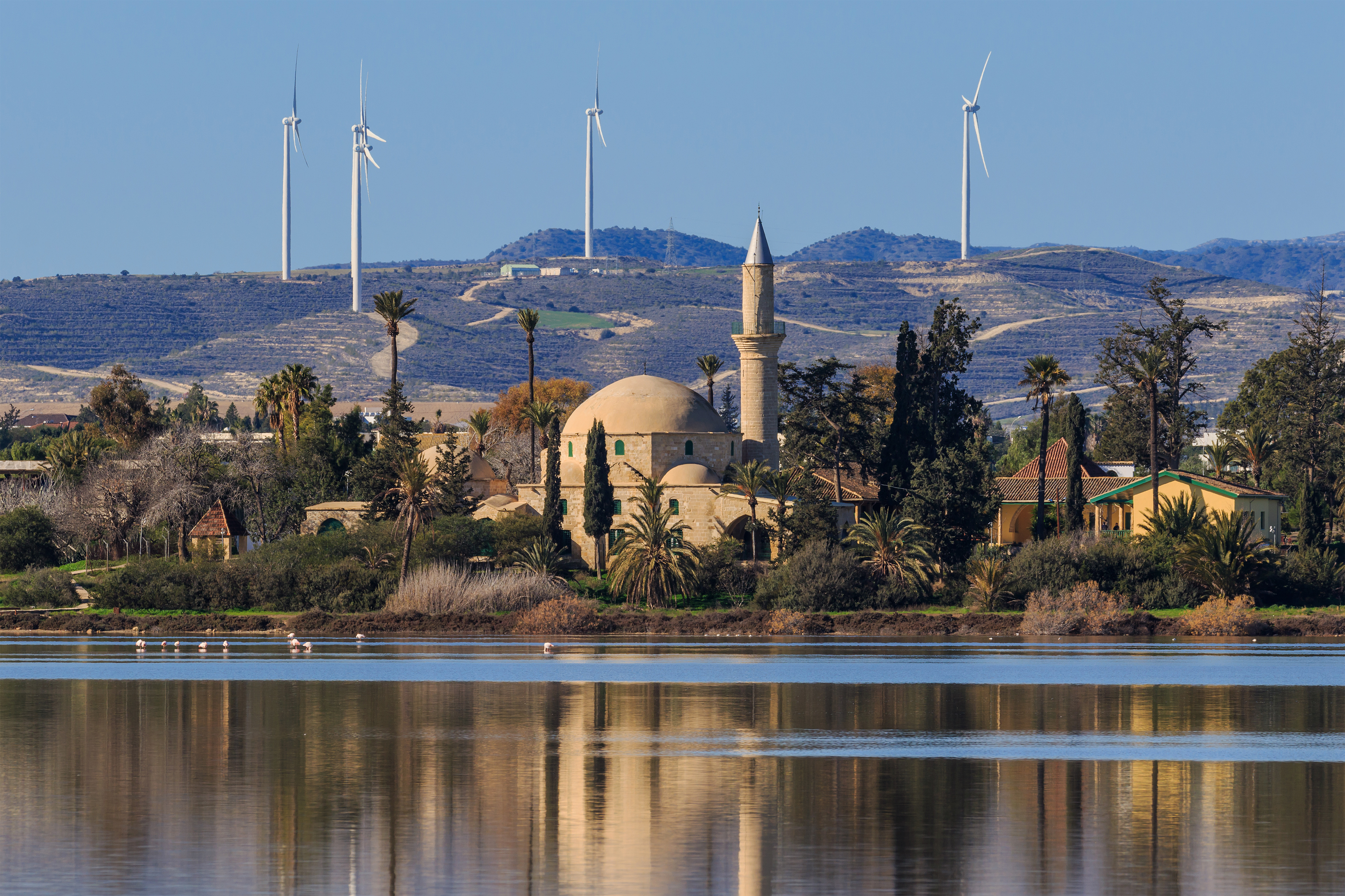
Mosquée ottomane à Larnaca.

## Géographie

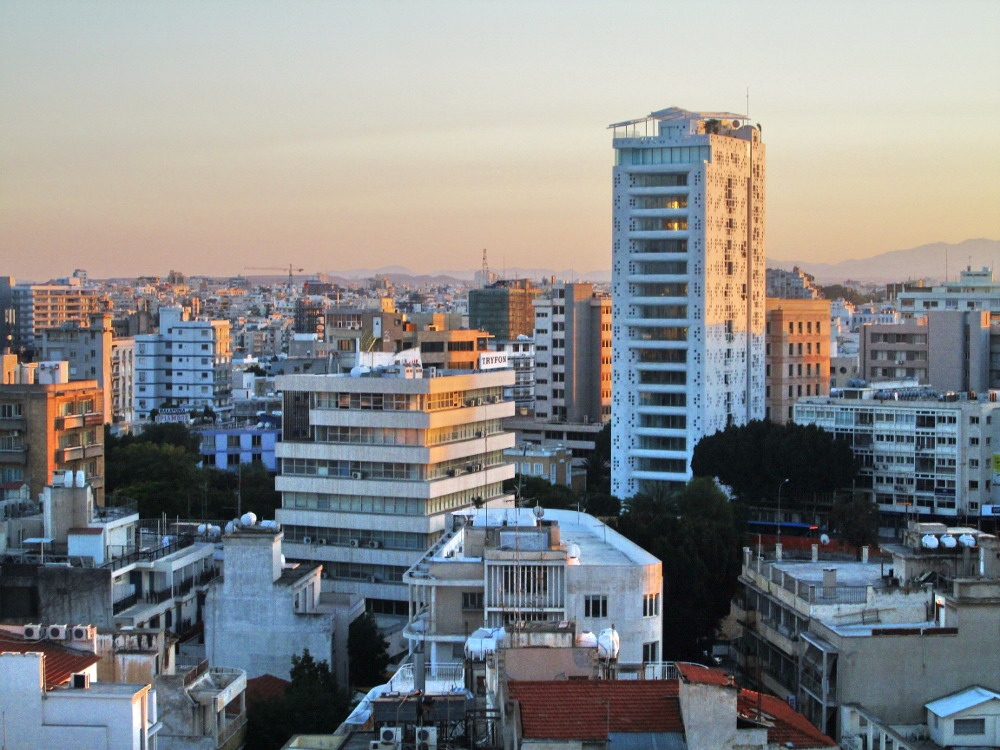
La capitale de Chypre, Nicosie.

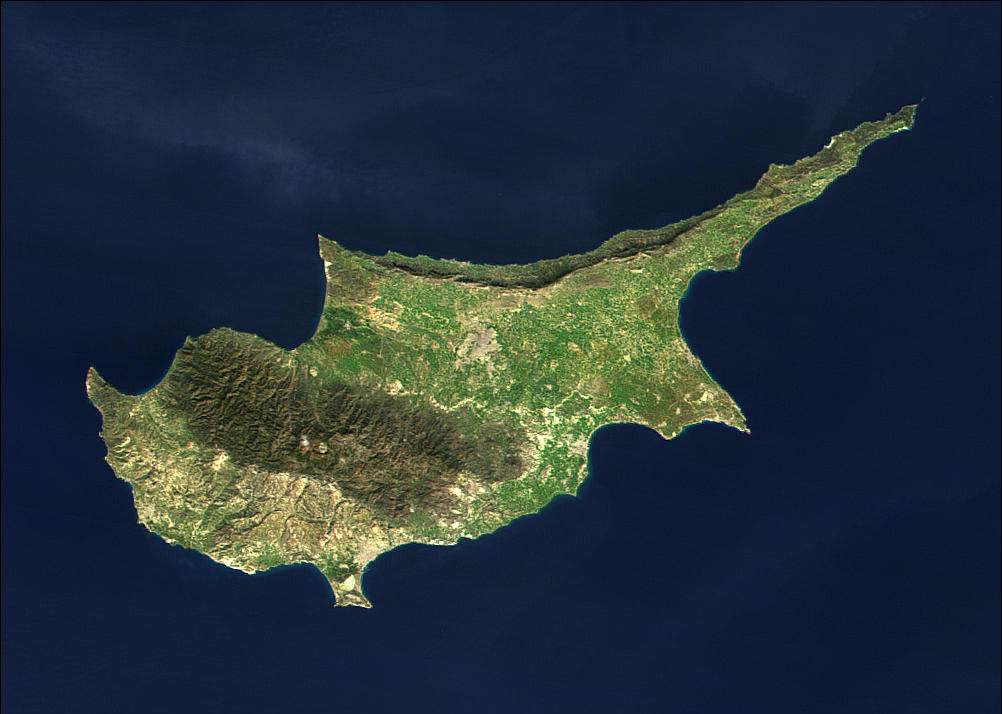
Image satellite de Chypre.

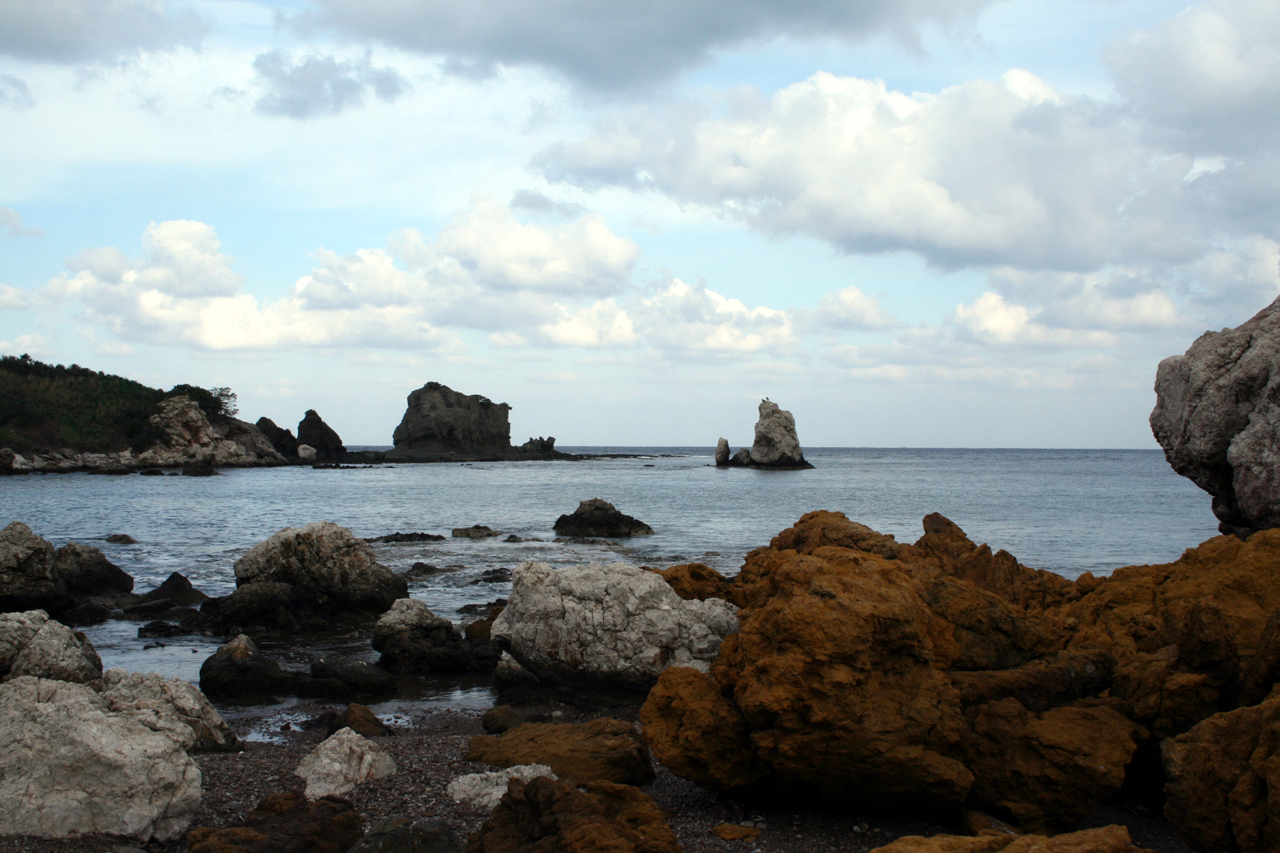
Baie de Khrysokhou.

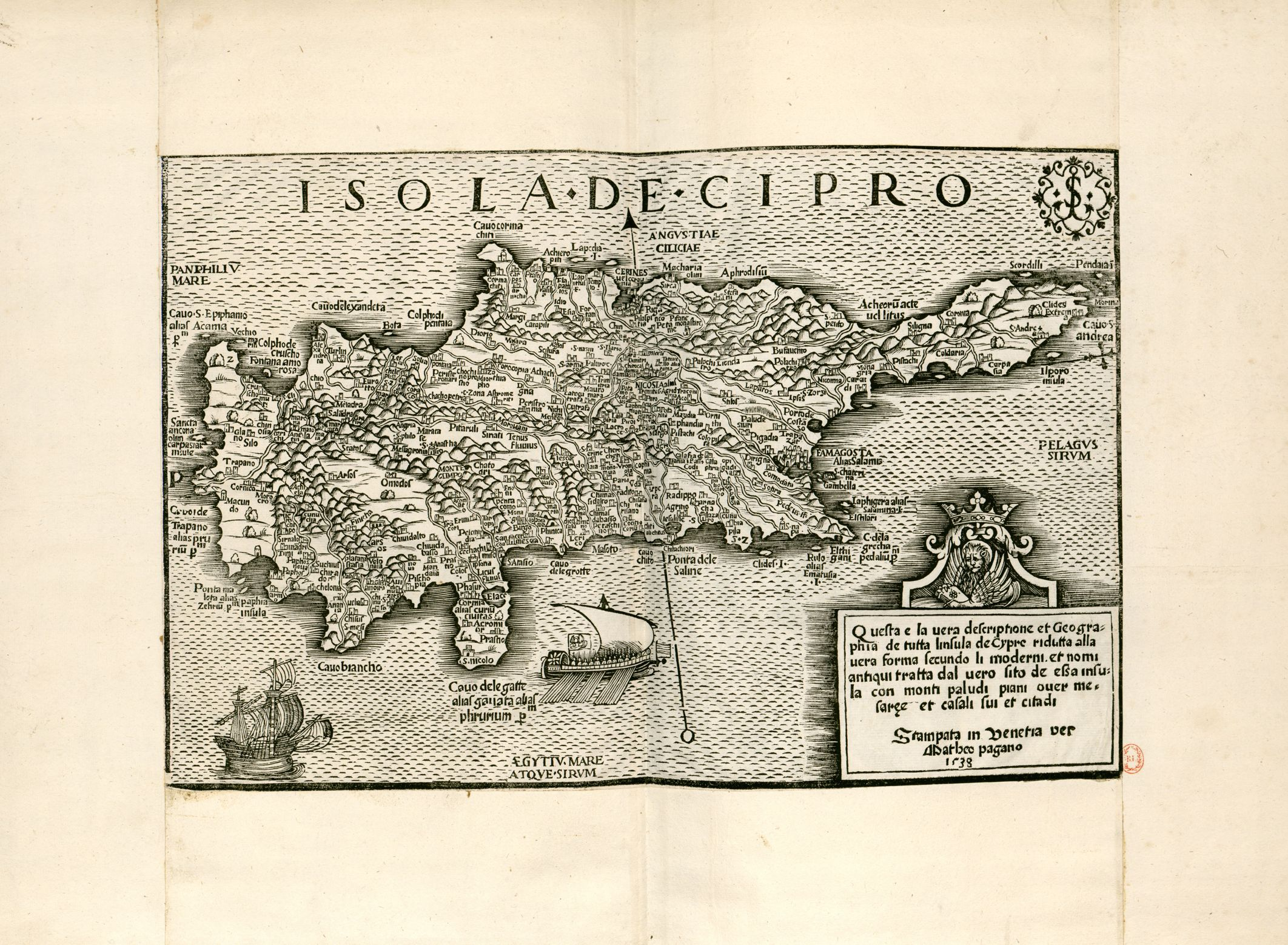
L'île de Chypre cartographiée pendant sa période de domination vénitienne, 1538.

D'une superficie de 9 250 km2 (dont 3 355 km2 dans la partie militairement occupée par la Turquie), l'île de Chypre est située dans le bassin Levantin, la partie orientale de la Méditerranée, à 69 kilomètres au sud des côtes d'Anatolie et à 104 kilomètres à l'ouest de la Syrie. Elle comporte 648 km de littoral. Le point culminant de l'île est le mont Olympe avec ses 1 951 m. Bien qu'étant une île, Chypre possède environ 150 km de frontière terrestre avec les bases militaires britanniques d'Akrotiri et Dhekelia.
La topographie de l'île est divisée en trois grands ensembles :
- au nord de l'île, la chaîne de Kyrenia, une arête montagneuse, d'orientation est/ouest, dont la partie ouest porte le nom de massif du Pentadactylos ;
- au centre, la plaine de la Mésorée ;

Carte de l'île de Chypre.

- au sud, le massif du Troodos.

### Préservation de l'environnement

#### Réseau européen Natura 2000
Le réseau Natura 2000 rassemble des sites naturels ou semi-naturels de l'Union européenne ayant une grande valeur patrimoniale, par la faune et la flore exceptionnelles qu'ils contiennent.
En décembre 2018, Chypre comptait 64 sites dont :
- 30 zones de protection spéciale (ZPS) pour les oiseaux sur une superficie de 1 644 km2 ;
- 41 zones spéciales de conservation (ZSC) (dont les pSIC, SIC) pour les habitats et les espèces sur une superficie de 877 km2 ;
- la superficie totale est de 1 785 km2, ce qui représente 28,8 % de la surface terrestre et marine du territoire de Chypre[24],[25].

## Politique et administration

### Présidence

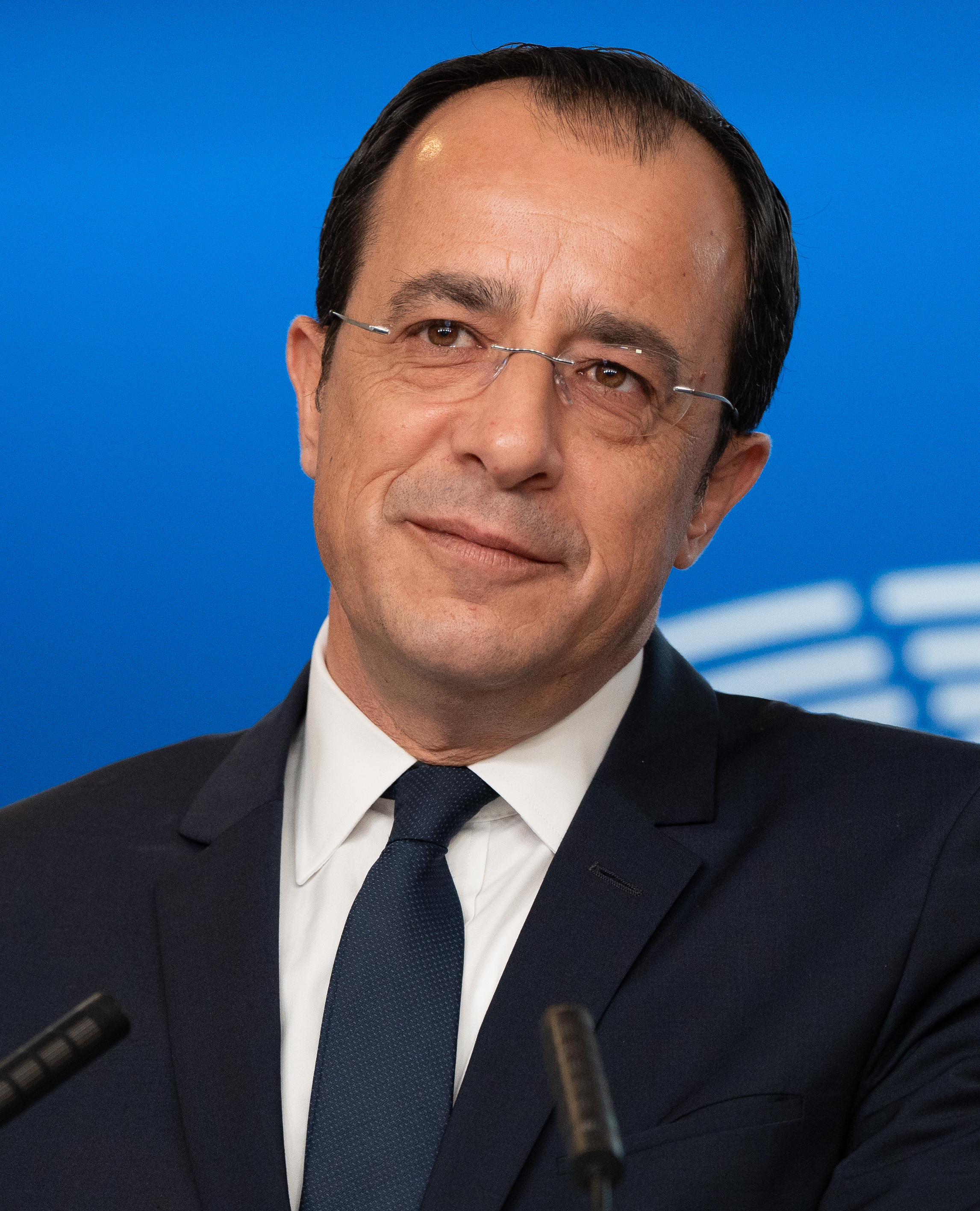
L'actuel président de la république de Chypre est Níkos Christodoulídis (centre-droit), élu le 28 février 2023.

Le président de la république de Chypre est le chef de l'État et le chef du gouvernement de la république de Chypre. Il est élu pour un mandat de cinq ans au suffrage universel direct et assure le pouvoir exécutif. Le système de gouvernement présidentiel installé à Chypre est un système de gouvernement présidentiel complet, fait unique au sein de l'Union européenne. Le poste existe depuis la création de l’État en 1960. L'actuel président est Níkos Christodoulídis, depuis le 28 février 2023.

### Législature
La Chambre des représentants (grec : Βουλή των Αντιπροσώπων; Vouli ton Antiprosópon ; turc : Temsilciler Meclisi) est le Parlement chypriote. Il a 59 membres élus pour un mandat de cinq ans, 56 membres par représentation proportionnelle et trois membres observateurs représentant les minorités religieuses : chrétiens maronites, catholiques romains (Église « latine ») et orthodoxes arméniens. 24 sièges sont attribués à la communauté chypriote turque. Cependant, depuis 1964, les membres turcs chypriotes n'ont pas pris leurs postes, et aucune élection ne s'est déroulée parmi la communauté turque chypriote comme le prévoit la Constitution de la République. Malgré cette anomalie, la Chambre a gardé vacants les sièges attribués à la communauté turque chypriote. Ces sièges demeurent disponibles aux députés turcs chypriotes pour autant qu'ils soient élus selon les règles de la Constitution.

### Partis politiques
Depuis les élections législatives de 2016, il y a huit partis représentés au Parlement chypriote :
- Alliance des citoyens (SYPOL)
- Front populaire national (ELAM)
- Mouvement écologiste - Coopération citoyenne (KOSP)
- Mouvement pour la démocratie sociale (EDEK)
- Mouvement solidarité (KA)
- Parti démocrate (DIKO)
- Parti progressiste des travailleurs (AKEL)
- Rassemblement démocrate (DISY)

### Relations avec l’Union européenne
Chypre signe le 19 février 1972 l'accord d'association qui entrera en vigueur le 1er février 1999.
Le 4 juillet 1990, Chypre présente la question d’adhésion, mais l'ouverture des négociations d'adhésion ne se fait que le 31 mars 1998. Elles s'achèvent lors du Conseil européen de Copenhague du 13 décembre 2002.
Le 14 avril 2003, le Conseil européen approuve l'adhésion. Le traité d'adhésion est signé le 16 avril 2003 et entre en vigueur le 1er mai 2004.
Le 13 février 2007, Chypre demande que soit examinée sa subordination aux critères de convergence. Le 16 mai 2007, la Banque centrale européenne et la Commission européenne publient leurs relations sur le respect des critères de convergence de la part de Chypre. Le 21 juin, le Conseil européen autorise l'adoption de l'euro. Après la décision des chefs d'État ou de gouvernement, les ministres de l'Économie et des Finances (Ecofin) abrogent le 10 juillet 2007 la dérogation dont Chypre jouit et fixent le taux irrévocable de conversion : 1 € = 0,585 274 livre chypriote.
Le 1er janvier 2008, en même temps que Malte, Chypre adopte l'euro en remplacement de la livre chypriote.

### Politique étrangère
Chypre est membre des organisations suivantes : Commission du Danube, Commonwealth, Conseil de l'Europe, Mouvement des non-alignés, OACI, OIF, OMS, OMC, OMI, OMT, OIAC, ONU, OSCE, UE, UIT, UNESCO.

### Divisions administratives
L’organisation territoriale de la République chypriote est constituée de trois divisions administratives : les districts, les municipalités et les communautés.
Les districts ont à leur tête des préfets, nommés par le gouvernement central. Il est le représentant de l’État (les districts ne sont donc pas des collectivités locales). Au sein des municipalités, le maire et les conseillers municipaux sont élus de manière distincte. On compte en 2001, 33 municipalités, dont 9 sont situées hors du territoire où s’applique la souveraineté effective de la République chypriote. Il s’agit en règle générale d’espaces urbains. Dans les communautés, la gestion est partagée entre le préfet et le maire élu.

## Économie

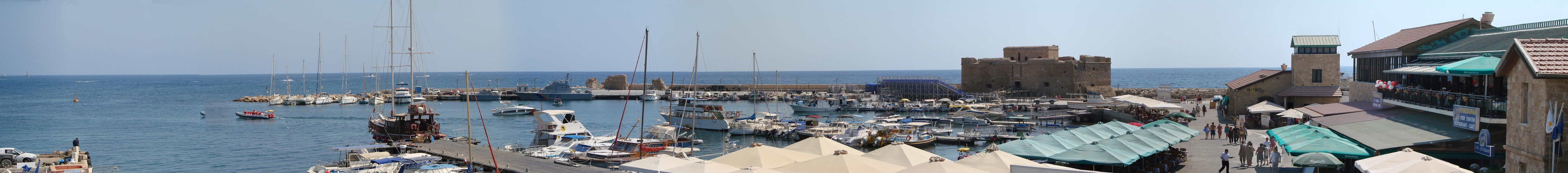
Port de Paphos.

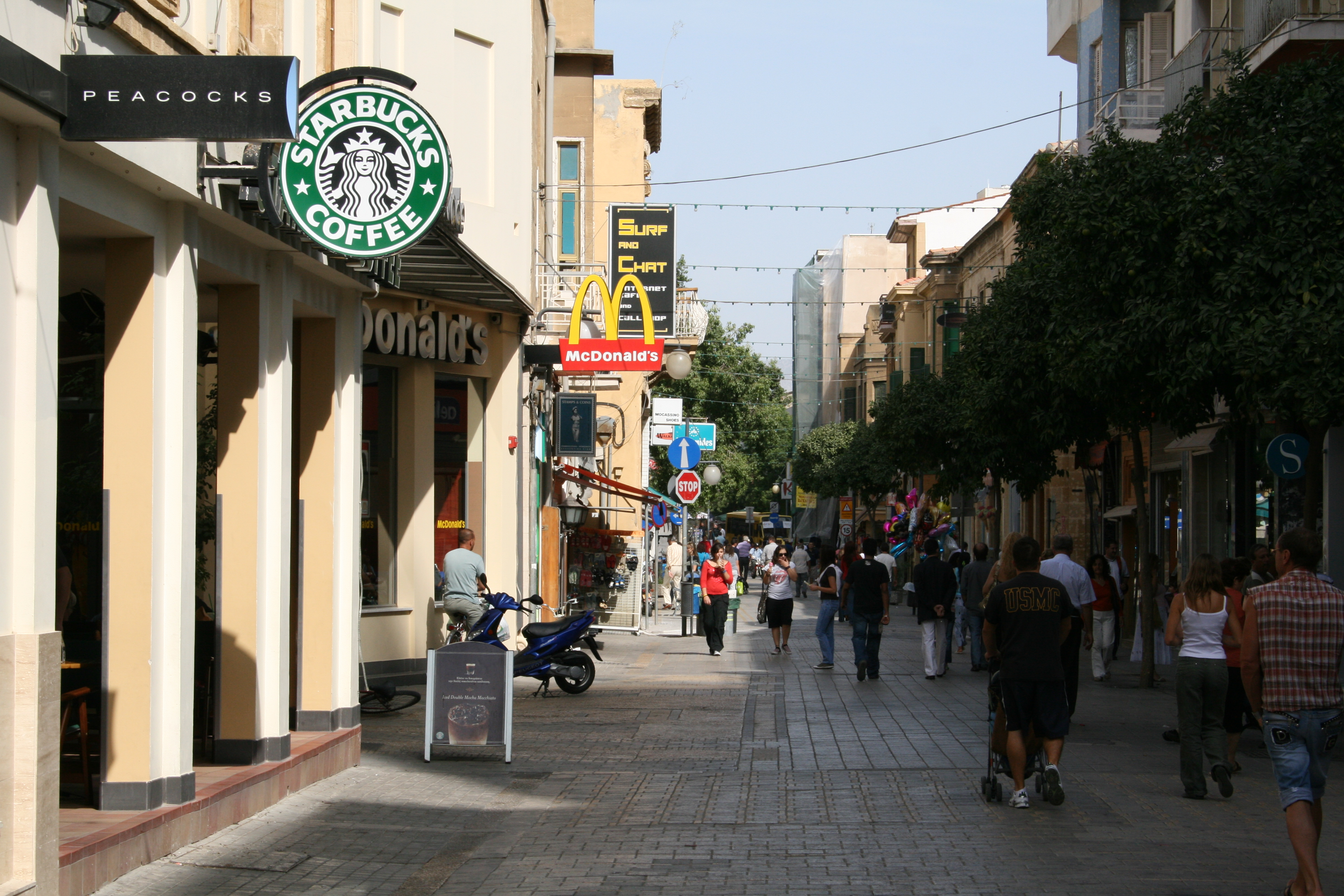
La rue Ledra, au centre de Nicosie.

Chypre est le plus riche des dix nouveaux États-membres entrés en 2004 dans l'Union européenne quant au PIB par habitant à prix courant ; il s'élevait en 2008 à 28 600 €. En 2007, la croissance a atteint 4,4 %, le taux de chômage 4,2 % et l'inflation 2,2 %. Toutefois, Chypre n'est pas épargnée par les perturbations de l'économie dans le monde. Ainsi, le ministre des Finances, Kharílaos G. Stavrákis, a annoncé qu'en 2007, la croissance serait comprise entre 3,4 % et 3,6 %, ce qui demeure toutefois au-dessus des prévisions de croissance de la zone euro.
L’économie de Chypre présente certaines faiblesses structurelles. Sa balance commerciale est structurellement déficitaire (- 5 270,7 millions d'euros, soit 34 % du PIB), en raison de son tissu industriel modeste. Le secteur des services tire le pays vers le haut. Le secteur financier est hypertrophié (40 % du PIB). Le secteur du tourisme, qui ne représente plus que 12 % du PIB du pays, souffre d'un manque de compétitivité croissant.
Le gouvernement chypriote a lancé un « programme de convergence 2004-2008 ». Le triple objectif est de ramener le déficit budgétaire sous la barre des 3 %, de faire repasser la dette publique en dessous du ratio de 60 % du PIB et d’assurer la soutenabilité des finances publiques, est sur le point d'être respecté. En 2007, Chypre affichait un solde budgétaire de 3,3 % en excédent, la dette publique n'était plus que de 59,8 %.
En matière de réformes structurelles, le gouvernement chypriote a défini une stratégie en trois points : libéralisation de l’économie, développement de l’« économie de la connaissance » et recherche d’un développement durable s’appuyant sur la modernisation des infrastructures de base et le capital humain.
La livre chypriote a intégré le 29 avril 2005 le mécanisme de taux de change européen, dit MCE II, qui la lie à l'euro. Une demande officielle d'intégration dans l'union monétaire envoyée à la BCE et à la commission européenne le 13 février 2007 a reçu un avis favorable en mai 2007 : Chypre, en même temps que Malte, a finalement adopté l'euro et pu émettre ses premiers pièces et billets le 1er janvier 2008, au taux de 1 EUR = 0,585274 CYP, soit 1 CYP = 1,7086 EUR.
Comme le souligne la journaliste Martine Orange : « depuis 1974, l’île est un paradis fiscal, une plaque tournante pour les capitaux légaux et illégaux. Les capitaux du Moyen-Orient y ont d’abord trouvé refuge, au moment de la guerre du Liban. Les fonds secrets de Slobodan Milošević et de ses sbires y ont transité pour financer leur guerre en Serbie. Les armateurs grecs sont venus y cacher leurs richesses. Les oligarques russes ont choisi d’y abriter une partie de leur fortune, avant de la rediriger vers l’Europe ou le reste du monde. Selon l’agence Moody's, les avoirs russes dans les banques chypriotes sont estimés à 23,8 milliards d’euros sur un total de 70 milliards. Les banques russes détiendraient à elles seules plus de 12 milliards d’euros. »
En 2024, Chypre est classée en 27e position pour l'indice mondial de l'innovation.

### Un pays sorti de la récession (2008-2016)
De 2008 à 2013, le chômage explose, passant de 4,2 à plus de 16,3 % ; le PIB par habitant diminue et le pays entre en récession en 2009 et de nouveau depuis 2010, atteignant -2,4 % au deuxième trimestre 2012. Fin 2012, Chypre doit demander une aide de 17 milliards d'euros à l'Union européenne pour soutenir son économie touchée par la crise grecque,. Des politiques d'austérité sont mises en œuvre pour réduire les déficits publics, entraînant une baisse du niveau de vie. La précarité se développe et 22 % de la population est en danger de pauvreté. En 2017, Chypre est un État bénéficiaire qui a reçu 206,7 millions d'euros au total provenant des contributions des autres États membres de l'Union européenne. Depuis 2016, les mesures prises par le gouvernement ainsi que le début de l'exploitation des gisements de gaz ont permis de sortir de la crise, en 2018 le taux de croissance annuelle a atteint 3,9%, en faisant une des économies avec la plus forte croissance de la zone Euro.
De 2013 à 2020, Chypre, à travers le Cyprus Investment Program (CIP), vend sa citoyenneté à près de 4 000 riches étrangers extracommunautaires, moyennant un investissement, principalement dans l'immobilier, fixé à 2,5 millions d’euros, générant ainsi 8 milliards d'euros. Le programme est alors critiqué car il « présente un certain nombre de risques », « en termes de sécurité, de blanchiment d'argent ou encore d'évasion fiscale ». Début 2020, Chypre commence à déchoir les investisseurs étrangers au profil douteux, et en novembre 2020, le CIP est supprimé. À partir de 2021, le CIP est lié à une obligation d'achat d'un bien immobilier d'au moins 300 000 €, de la justification d'un salaire régulier à Chypre d'au moins 30 000 €, d'un casier criminel vierge, entre autres,.
En 2023, la cellule investigation de Radio France, révèle à l'issue du  Projet Cyprus Confidential mené par le  Consortium international des journalistes d'investigation que Chypre accueille de nombreux avoirs russes, dont certains proviennent d’oligarques sous sanctions internationales y compris après le début de la guerre en Ukraine en 2022.
Données brutes de 2016
- Produit national brut : 19,6 milliards d'euros
- Produit national brut par habitant : 23 324 euros
- Croissance : 2,8 %
- Dette publique : 107 %
- Chômage : 10,7 %

### Tourisme
L'Office de tourisme de Chypre est un organisme semi-gouvernemental sous la responsabilité du Ministère du Commerce, de l'Industrie et du Tourisme. L'office est responsable de la réglementation et du suivi des entreprises touristiques et des professionnels du tourisme à Chypre.
- Tourisme à Chypre
- Liste de musées à Chypre

La baie de l'amphithéâtre à Akamas, Chypre.

- Liste du patrimoine mondial à Chypre
- Liste des châteaux et fortifications à Chypre (en)
- Tourisme à Chypre-Nord (en)

## Population et société

### Démographie

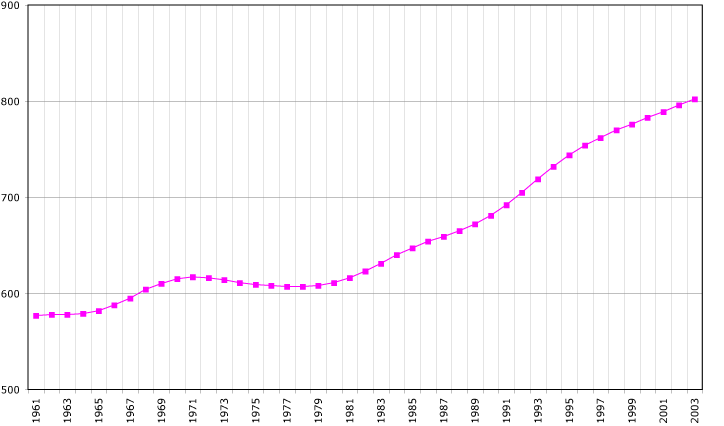
Évolution de la démographie entre 1961 et 2003 (chiffre de la FAO, 2005). Population en milliers d'habitants.

La population totale de l'île est d'environ un million d'habitants. 769 740 Chypriotes grecs vivent dans la zone Sud,, avec 25 000 Chypriotes turcs selon le recensement de 2001. Quelques centaines de Chypriotes grecs vivent également dans la partie occupée par la Turquie. Quelque 117 000 Chypriotes turcs vivent dans le Nord, auxquels s'ajoutent plus de 93 000 colons turcs venus d'Anatolie après 1974.
En 2009, la population est composée à 19,1 % de personnes âgées de moins de 15 ans, 68,1 % de la population est âgée de 15 à 64 ans, et 12,3 % de la population est âgée de 65 ou plus. La densité de population est de 85 habitants/km2 en 2009. L'espérance de vie est de 75,91 ans pour les hommes et 80,86 pour les femmes en 2009.
En 2009, le taux de croissance de la population est de 0,519 %, avec un taux de natalité de 12,56 ‰, un taux de mortalité de 7,76 ‰, un taux de mortalité infantile de 6,6 ‰, un taux de fécondité de 1,77 enfant par femme et un taux de migration de 0,42 ‰.

### Langues
Dans la partie contrôlée par le gouvernement, les langues parlées sont le grec (80,9 %) et le turc (0,2 %) qui ont le statut de langues officielles. Chacune d'elles possède des variantes dialectales qui sont le grec chypriote et le turc chypriote. L'anglais (héritage de la colonisation britannique) est la troisième langue du pays et est parlé par 4,1 % de la population. Chypre fait également partie de l'Organisation internationale de la francophonie.

### Religions

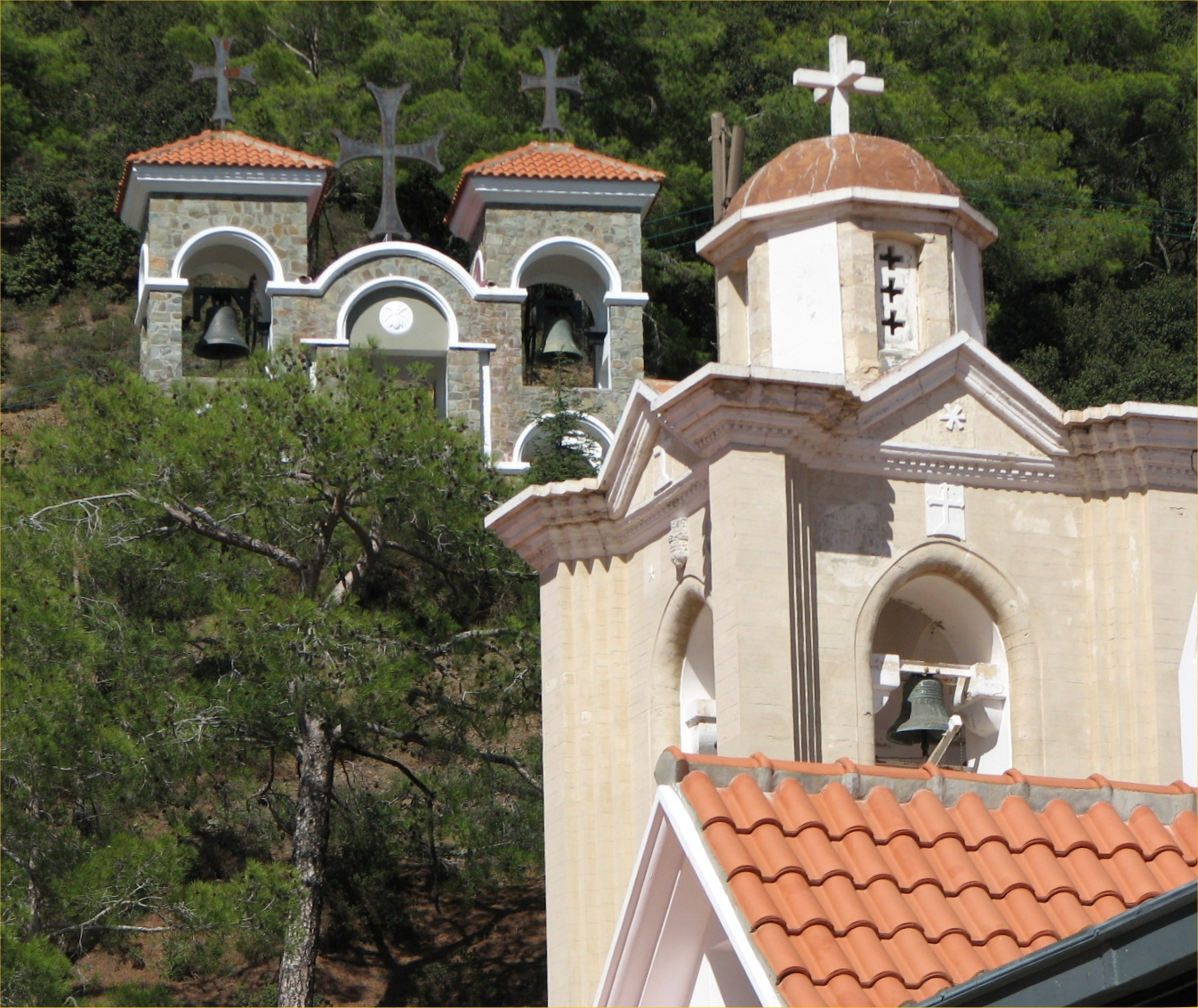
Monastère de Kykkos.

Les Chypriotes sont à 78 % chrétiens orthodoxes. Il existe également de petites communautés maronite, arménienne et latine (5 %).
Dans la partie contrôlée par le gouvernement, les Chypriotes sont chrétiens orthodoxes à 89,1 %, chrétiens catholiques à 2,9 %, chrétiens protestants à 2 %, musulmans à 1,8 %, maronites/arméniens/hindous à 1,4 % et athées à 0,6 %. La partie occupée de l'île est en revanche majoritairement musulmane sunnite (18 % de la population totale de l'île).
Les chrétiens orthodoxes de Chypre sont représentés mondialement par le pouvoir central du patriarcat œcuménique de Constantinople. Depuis 1991, le Patriarche œcuménique est Bartholomée Ier. Pour leur part, les chrétiens protestants et anglicans de Chypre sont représentés par le diocèse anglican de Chypre.
- Religion à Chypre

### Fêtes et jours fériés

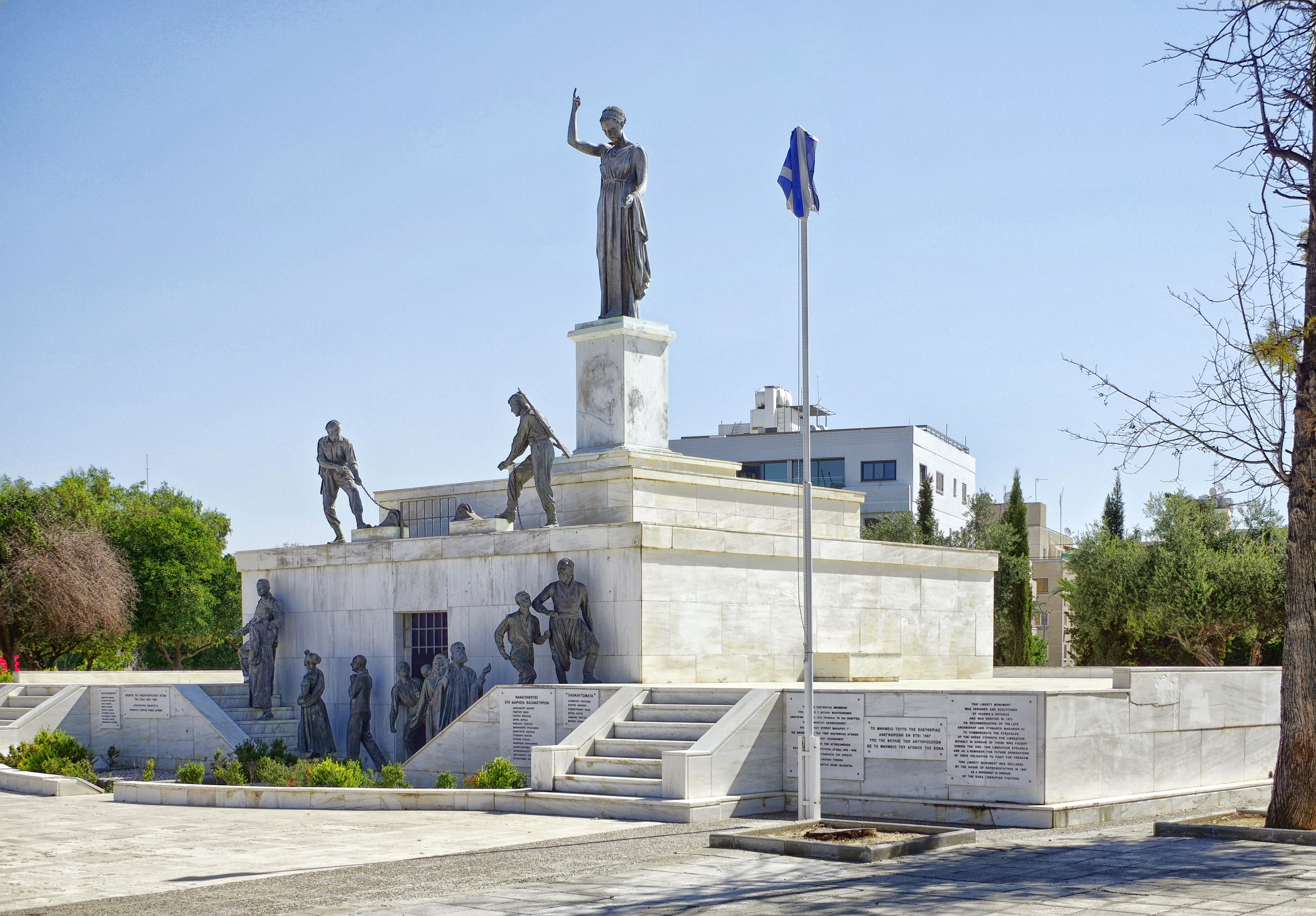
La fête de l'Indépendance est le 1 octobre à Chypre depuis 1960.

Parmi les jours fériés à Chypre quatre jours (en gras) sont observés par toutes les communautés, les autres sont observés légalement selon chaque communauté nationale ou religieuse.

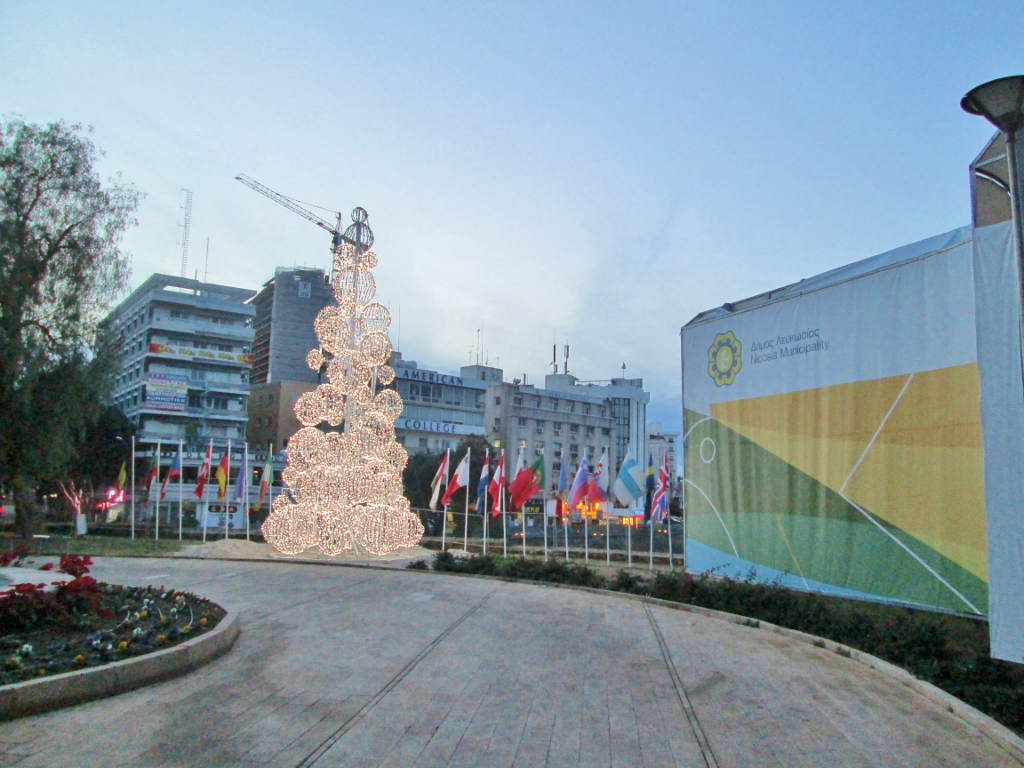
Noël à Chypre, ici dans la capitale, Nicosie.

| Date               | Nom français                                                                              | Noms locaux                               | Remarques |
| ------------------ | ----------------------------------------------------------------------------------------- | ----------------------------------------- | --- |
| 1er janvier        | Jour de l’an                                                                              | Πρωτοχρονιά New Year Day                  | Fête civile |
| 6 janvier          | Épiphanie                                                                                 | Epiphany                                  | Fête religieuse (observée par les orthodoxes grecs et les catholiques). |
| 6 janvier          | Noël arménien                                                                             | Christmas                                 | |
| variable           | Lundi des Rameaux                                                                         | Green Monday                              | Fête religieuse (observée par les orthodoxes grecs, les catholiques et les arméniens). |
| variable           | « Anniversaire du prophète »                                                              | Prophet's Birthday                        | Fêtes religieuses (observées par les Turcs musulmans). |
| variable (2 jours) | Ramadan                                                                                   | Ramazan Bayrami                           | Fêtes religieuses (observées par les Turcs musulmans). |
| variable (3 jours) | Fête du sacrifice                                                                         | Kurban Bayrami                            | Fêtes religieuses (observées par les Turcs musulmans). |
| 25 mars            | Fête nationale grecque (Annonciation)                                                     | Ευαγγελισμός της Θεοτόκου                 | Fête civile. Commémoration de la révolution de 1821, instaurée en 1838. |
| 1er avril          | Fête nationale grecque chypriote                                                          | Εθνική Επέτειος                           | Fête communautaire (observée par les orthodoxes grecs, les catholiques et les arméniens) (1955-1959). |
| variable           | Vendredi saint                                                                            | Μεγάλη Παρασκευή                          | Fêtes religieuses (observée par les orthodoxes grecs, les catholiques, les protestants et les arméniens). |
| variable           | Dimanche de Pâques                                                                        |                                           | Fêtes religieuses (observée par les orthodoxes grecs, les catholiques, les protestants et les arméniens). |
| variable           | Lundi de Pâques                                                                           | Δευτέρα Διακαινησίμου                     | Fêtes religieuses (observée par les orthodoxes grecs, les catholiques, les protestants et les arméniens). |
| 23 avril           | Journée internationale de l'enfant                                                        | Cocuklar bayrami                          | Journée commémorative pour les droits et le bien-être de tous les enfants du monde. Fête communautaire (observée par les Turcs). |
| 1er mai            | Fête du Travail                                                                           | Εργατική Πρωτομαγιά et Işçiler bayramı    | Fête civile (internationale). |
| 19 mai             | Commémoration d'Atatürk et Fête des sports et de la jeunesse                              | Atatürk'ü Anma et Gençlik ve Spor Bayramı | Fête communautaire (observée par les Turcs). |
| variable           | Pentecôte orthodoxe                                                                       | Kataklysmos                               | Fêtes religieuses (observées par les orthodoxes grecs). |
| 15 août            | Dormition                                                                                 | Κοίμηση της Θεοτόκου                      | Fêtes religieuses (observées par les orthodoxes grecs). |
| 30 août            | Fête de la victoire, commémore la victoire finale dans la bataille de Dumlupinar en 1922. | Zafer Bayramı                             | Fête communautaire (observée par les Turcs). |
| 1er octobre        | Jour de l’Indépendance de Chypre                                                          | Ημέρα ανεξαρτησιάς                        | Fête civile 1960. |
| 28 octobre         | Fête nationale grecque (Jour du Non)                                                      | Επέτειος του Όχι                          | Fête communautaire (observée par les orthodoxes grecs, les catholiques et les arméniens). Rejet de l’ultimatum de Mussolini et retrait des troupes italiennes en Albanie. |
| 29 octobre         | Jour de l’indépendance turque                                                             | Cumhuriyet Bayramı                        | Fête communautaire (observée par les Turcs). |
| 24 décembre        | Veille de Noël                                                                            | Christmas Eve                             | Fête religieuse (observée par les orthodoxes grecs, les catholiques, les protestants et les arméniens). Noël est fêté à Chypre de façon assez traditionnelle. Mais comme partout dans le monde, Noël est devenu plus commercial à Chypre avec les courses folles pour acheter des cadeaux et préparer la nourriture. Au menu, pain de Noël de Chypre (gâteau de Noël d'Arsos, Limassol), le psitó gourounópoulo, cochon de lait cuit au four et melomakarono. |
| 25 décembre        | Noël                                                                                      | Χριστούγεννα Christmas                    | Fête religieuse (observée par les orthodoxes grecs, les catholiques, les protestants et les arméniens). Noël est fêté à Chypre de façon assez traditionnelle. Mais comme partout dans le monde, Noël est devenu plus commercial à Chypre avec les courses folles pour acheter des cadeaux et préparer la nourriture. Au menu, pain de Noël de Chypre (gâteau de Noël d'Arsos, Limassol), le psitó gourounópoulo, cochon de lait cuit au four et melomakarono. |
| 26 décembre        | Lendemain de Noël                                                                         | Boxing Day                                | Fête religieuse (observée par les orthodoxes grecs, les catholiques, les protestants et les arméniens). Noël est fêté à Chypre de façon assez traditionnelle. Mais comme partout dans le monde, Noël est devenu plus commercial à Chypre avec les courses folles pour acheter des cadeaux et préparer la nourriture. Au menu, pain de Noël de Chypre (gâteau de Noël d'Arsos, Limassol), le psitó gourounópoulo, cochon de lait cuit au four et melomakarono. |

### Monuments
- Mosaïque romaine d'Akaki (IVe siècle), 11 × 4 m, elle représente une course de chars dans un hippodrome[56].

### Transports et communications

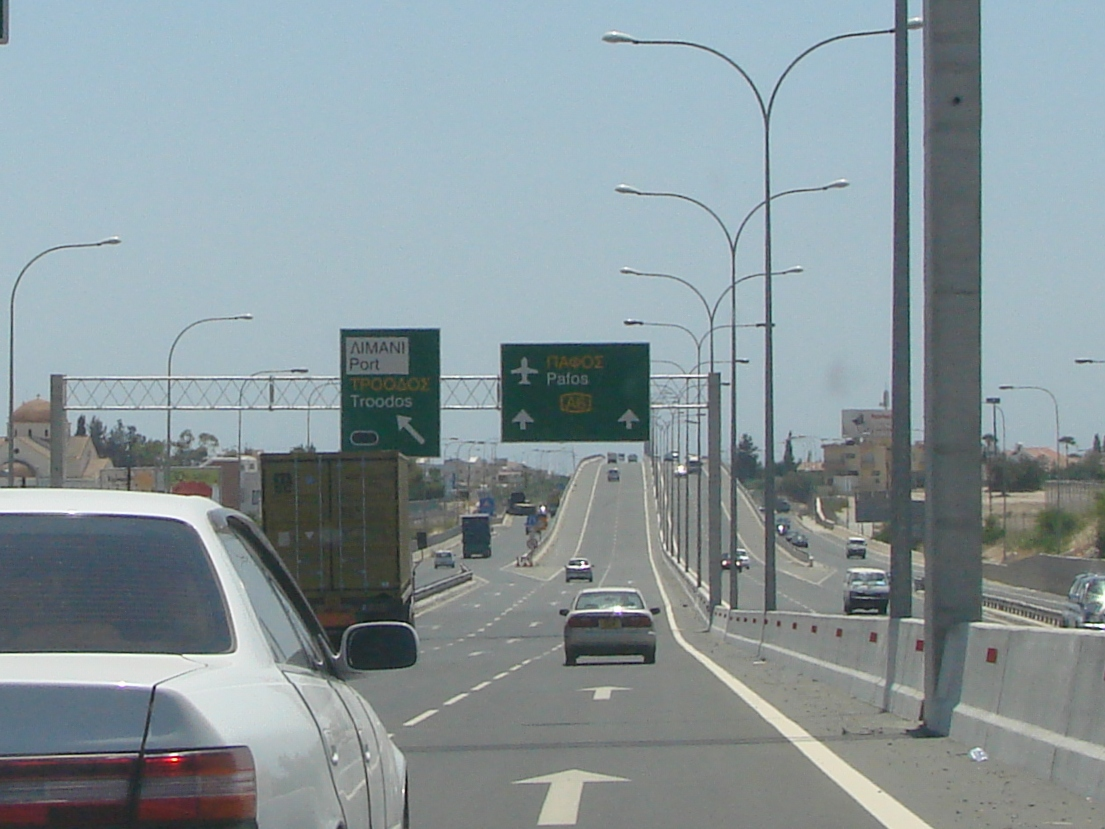
Autoroute A6 en direction de Paphos.

- Lignes de téléphone : 376 000 (86 228 pour la partie occupée) (en 2007) ;
- téléphones portables : 962 200 (147 522 pour la partie occupée) (en 2007) ;
- nombre d'utilisateurs Internet : 380 000 (en 2007) ;
- routes :
  - total : 12 280 km (2 350 pour la partie occupée) (en 2007),
  - goudronnées : 7 979 (1 370 pour la partie occupée) (en 2007) ;
- voies ferrées : 0 km. Un chemin de fer a existé sur l'île jusqu'en 1951. Son tracé est aujourd'hui majoritairement situé sur le territoire de Chypre du Nord ;
- voies navigables : 0 km ;
- nombre d'aéroports : 15 (dont 13 avec des pistes goudronnées) (en 2010).

Source : CIA World Factbook

### Éducation

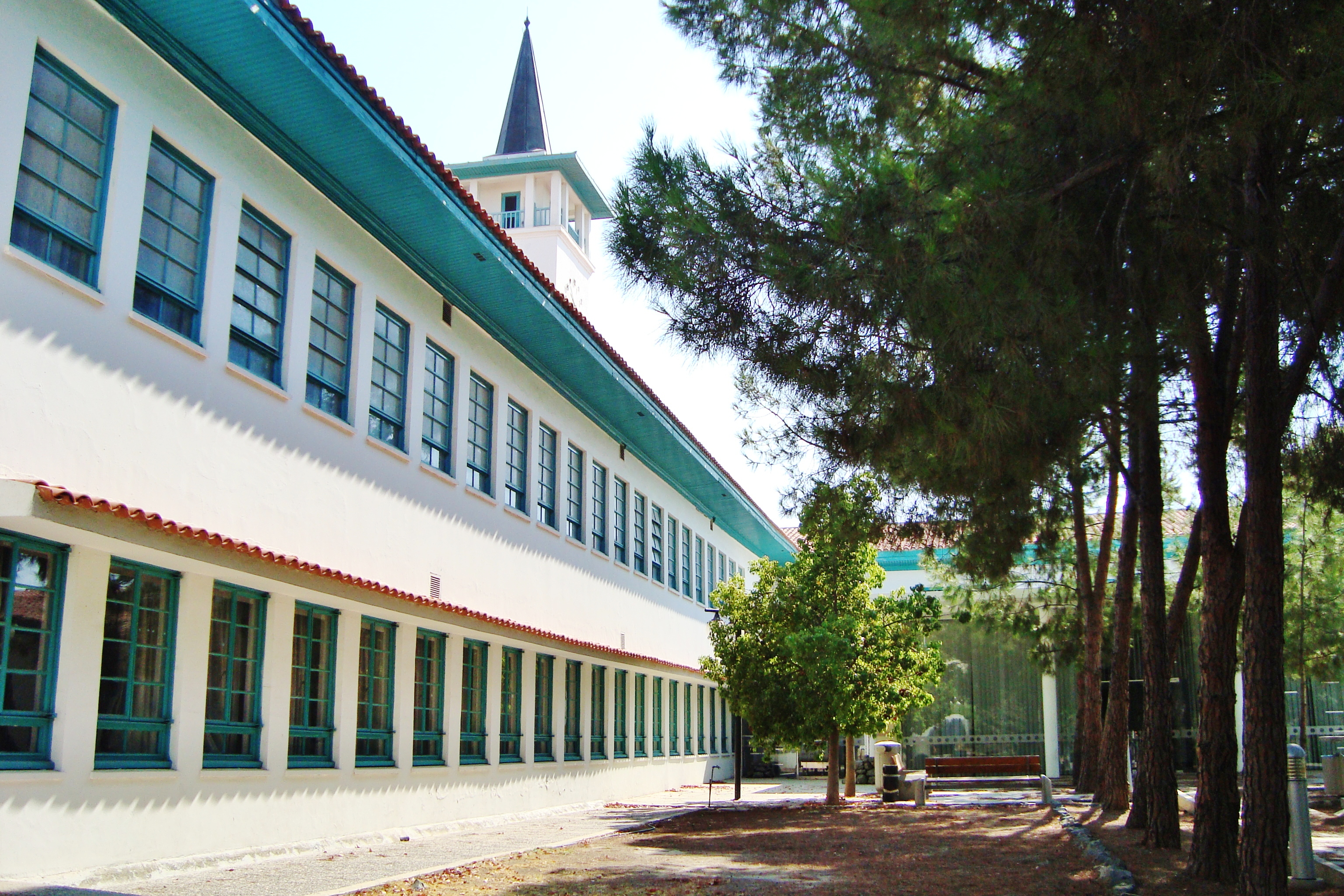
L'Université de Chypre à Nicosie.

L'enseignement à Chypre est obligatoire et gratuit de 5 à 15 ans ; le fonctionnement de l'éducation chypriote est du ressort du Ministère de l'Éducation et de la Culture. En 2021, l'Etat investissait 5,62% de son PIB pour ce domaine,.
L'éducation primaire propose des cours de grec, des matières scientifiques, de l'anglais en langue vivante et des cours de religion ; l'école n'étant pas laïque. À la fin des cycles d'éducation primaire, les élèves reçoivent l'apolytirio, le certificat de fin d'école primaire qui est obligatoire pour accéder au Gymnasia, le premier cycle obligatoire d'enseignement secondaire.
L'enseignement secondaire à Chypre débute par le Gymnasia, premier cycle obligatoire qui débute à 12 ans et se termine à 15 ans. De nouvelles matières apparaissent notamment un enseignement plus approfondi de l'anglais et l'apprentissage du français ainsi que des cours pour maîtriser les nouvelles technologies. À la fin du premier cycle, les élèves passent un examen final qui leur délivre un certificat de fin de cycle, déterminée par un contrôle continu et les notes de l'examen. Ensuite, les élèves peuvent aller à l'apprentissage, participer à la vie active ou poursuivre leurs études avec le Lykeio, qu'est le deuxième cycle (non obligatoire) de l'enseignement secondaire chypriote qui permettra d'accéder à l'enseignement supérieur.
L'enseignement supérieur est structuré comme le processus de Bologne, et le pays participe au programme Erasmus.
- Liste d'écoles à Chypre (en)
- Liste des universités et collèges à Chypre
- Université à Chypre

## Culture
- Littérature chypriote
- Archives d’État de Chypre
- Bibliothèque nationale de Chypre (1927)
- Civilisation minoenne, Civilisation mycénienne
- Langue chyprio-minoenne (de)
- Syllabaire chypriote
- Arcado-chypriote
- Musique de Chypre
- Cinéma chypriote
- Culture de Chypre-Nord (en)

### Événements importants
- Festival du vin de Limassol
- Chypre au Concours Eurovision de la chanson

### Gastronomie
Les principaux mets chypriotes sont l'afélia, la moussaka, le mezzé ou encore le halloumi, un fromage dégusté cru ou grillé.